# Eleição municipal de Limeira em 2016
A eleição municipal de Limeira em 2016 foi o 17.º pleito eleitoral realizado na história do município. O 1.º turno ocorreu em 2 de outubro e como uma das candidaturas logrou alcançar a maioria absoluta dos votos válidos registrados, não houve a necessidade de realização de um 2.º turno, originalmente previsto para ocorrer quatro semanas depois, em 30 de outubro. Isso deve-se ao fato de que Limeira possui mais de 200 000 eleitores registrados e aptos ao voto e, dessa forma, atende ao critério eleitoral definido pelo inciso II do artigo n.º 29 da Constituição Federal para a realização de um 2.º turno caso a disputa eleitoral não tenha sido decidida na etapa anterior de votação.
Segundo dados do Tribunal Superior Eleitoral, 212 570 eleitores compunham o eleitorado limeirense apto a eleger 1 prefeito, 1 vice–prefeito e 21 vereadores para a Câmara Municipal em 2016.

## Candidaturas oficiais
| Candidaturas deferidas pelo TSE para a disputa eleitoral | Candidaturas deferidas pelo TSE para a disputa eleitoral | Candidaturas deferidas pelo TSE para a disputa eleitoral | Candidaturas deferidas pelo TSE para a disputa eleitoral | Candidaturas deferidas pelo TSE para a disputa eleitoral | Candidaturas deferidas pelo TSE para a disputa eleitoral | Candidaturas deferidas pelo TSE para a disputa eleitoral                    | Candidaturas deferidas pelo TSE para a disputa eleitoral |
| N.º                                                      | N.º                                                      | Candidato(a) a prefeito(a)                               | Candidato(a) a prefeito(a)                               | Candidato(a) a vice-prefeito(a)                          | Candidato(a) a vice-prefeito(a)                          | Coligação                                                                   | Situação                                                 |
| -------------------------------------------------------- | -------------------------------------------------------- | -------------------------------------------------------- | -------------------------------------------------------- | -------------------------------------------------------- | -------------------------------------------------------- | --------------------------------------------------------------------------- | -------------------------------------------------------- |
|                                                          | 12                                                       |                                                          | Murilo Felix (PDT)                                       |                                                          | Mônica Krauss (PRB)                                      | Futuro Melhor PDT / PRB / PTB / PSDC / PMB / PCdoB / PROS                   | Não eleito                                               |
|                                                          | 13                                                       |                                                          | Cláudio Marques (PT)                                     |                                                          | Denise Lima (PT)                                         | partido isolado                                                             | Não eleito                                               |
|                                                          | 17                                                       |                                                          | Abraão de Jesus (PSL)                                    |                                                          | Paulo Lombardi (PSL)                                     | partido isolado                                                             | Não eleito                                               |
|                                                          | 40                                                       |                                                          | Paulo Hadich (PSB)                                       |                                                          | Bruno Bortolan (PSB)                                     | Limeira no Rumo Certo PSB / PP / PSC / PR / PPS / PHS / PTC / PV / PRP / SD | Não eleito                                               |
|                                                          | 45                                                       |                                                          | Eliseu Daniel (PSDB)                                     |                                                          | Carlos Masutti (PSDB)                                    | É Tempo de fazer! PSDB / PMDB / PTN / PTdoB                                 | Não eleito                                               |
|                                                          | 50                                                       |                                                          | Dilan Carli (PSOL)                                       |                                                          | Douglas Silva (PSOL)                                     | partido isolado                                                             | Não eleito                                               |
|                                                          | 55                                                       |                                                          | Mário Botion (PSD)                                       |                                                          | Dr. Júlio (DEM)                                          | Juntos por Limeira PSD / DEM / REDE / PRTB / Patriota / PPL                 | Eleito                                                   |

## Campanha eleitoral
Durante a campanha eleitoral, a coligação Futuro Melhor, formada por 7 partidos políticos, era encabeçada pelo ex-prefeito de Limeira Sílvio Félix (PDT), tendo Mônica Krauss (PRB) como companheira de chapa e candidata a vice-prefeita. Entretanto, a Justiça Eleitoral impugnou a candidatura de Sílvio Félix com base em denúncia contra o mesmo por suspeita de lavagem de dinheiro, que resultou na cassação de seu mandato como prefeito pela Câmara Municipal mediante abertura de Comissão Processante em 24 de fevereiro de 2012. Desse modo, restando menos de 1 mês para a realização do pleito eleitoral, Murilo Felix (PDT), filho do ex-prefeito cassado, foi escolhido em 10 de setembro de 2016 para liderar a chapa da referida coligação, candidatando-se a prefeito.

## Resultados eleitorais

### Poder Executivo
A gestão do então prefeito em exercício Paulo Hadich (PSB) foi bastante tumultuada e criticada durante seus 4 anos de mandato. Em entrevista concedida ao g1, Hadich apontou tanto para fatores externos (crises política e econômica que o Brasil atravessava à época e a influência das redes sociais na campanha eleitoral) quanto para fatores internos ocorridos em sua gestão à frente da Prefeitura (epidemia de dengue em 2015, que vitimou 19 pessoas no município e a existência de uma relação política difícil com os vereadores da Câmara Municipal) para justificar suas diminutas chances de reeleição.
Tal cenário realmente se confirmou nas urnas com o então prefeito terminando a disputa eleitoral numa humilhante 4.ª colocação. O pleito eleitoral foi vencido por Mário Botion (PSD), que logrou alcançar a maioria absoluta dos votos registrados, conquistando 51,23% dos votos válidos. Seu mandato à frente do Poder Executivo municipal teve início em 1 de janeiro de 2017 e foi concluído em 31 de dezembro de 2020.
| Candidatos a prefeito(a)   | Candidatos a prefeito(a) | Candidatos a vice-prefeito(a) | Votação | Votação     |
| Candidatos a prefeito(a)   | Candidatos a prefeito(a) | Candidatos a vice-prefeito(a) | Total   | Porcentagem |
| -------------------------- | ------------------------ | ----------------------------- | ------- | ----------- |
|                            | Mário Botion (PSD)       | Dr. Júlio (DEM)               | 71 827  | 51,23%      |
|                            | Murilo Felix (PDT)       | Mônica Krauss (PRB)           | 27 143  | 19,36%      |
|                            | Elias Daniel (PSDB)      | Carlos Masutti (PSDB)         | 19 192  | 13,69%      |
|                            | Paulo Hadich (PSB)       | Bruno Bortolan (PSB)          | 15 950  | 11,38%      |
|                            | Abraão de Jesus (PSL)    | Paulo Lombardi (PSL)          | 2 290   | 1,63%       |
|                            | Cláudio Marques (PT)     | Denise Lima (PT)              | 2 128   | 1,52%       |
|                            | Dilan Carli (PSOL)       | Douglas Silva (PSOL)          | 1 671   | 1,19%       |
| Total de votos válidos     | Total de votos válidos   | Total de votos válidos        | 140 201 | 140 201     |
| Votos apurados             |                          |                               |         |             |
| Votos válidos              | Votos válidos            | Votos válidos                 | 140 201 | 83,33%      |
| Votos em branco            | Votos em branco          | Votos em branco               | 9 843   | 5,85%       |
| Votos nulos                | Votos nulos              | Votos nulos                   | 18 201  | 10,82%      |
| Total de votos apurados    | Total de votos apurados  | Total de votos apurados       | 168 245 | 168 245     |
| Participação do eleitorado |                          |                               |         |             |
| Comparecimentos            | Comparecimentos          | Comparecimentos               | 168 245 | 79,15%      |
| Abstenções                 | Abstenções               | Abstenções                    | 44 325  | 20,85%      |
| Total de eleitores aptos   | Total de eleitores aptos | Total de eleitores aptos      | 212 570 | 212 570     |
| Fonte: UOL                 |                          |                               |         |             |

### Poder Legislativo
No sistema proporcional, pelo qual são eleitos os vereadores, o voto dado a um candidato é primeiro considerado para a coligação na qual o partido faz parte. O total de votos de uma coligação é que define quantas cadeiras o partido terá. Definidas as cadeiras, os candidatos mais votados do partido são chamados a ocupá-las. Abaixo encontram-se os candidatos a vereador eleitos, reeleitos e os que ficaram como suplentes para a 44.ª legislatura, iniciada em 1 de janeiro de 2017 e concluída em 31 de dezembro de 2020.
| N.º   | Candidato(a)                  | Coligação       | Votos obtidos | Porcentagem | Situação      |
| ----- | ----------------------------- | --------------- | ------------- | ----------- | ------------- |
| 10123 | Pastor Nilton Santos          | PRB             | 3 024         | 2,12%       | Reeleito(a)   |
| 55123 | Zé da Mix                     | PSD             | 2 704         | 1,89%       | Reeleito(a)   |
| 15154 | Dr. Rafael Camargo            | PMDB            | 2 486         | 1,74%       | Eleito(a)     |
| 22222 | Lu Bogo                       | PR / PP         | 2 428         | 1,70%       | Reeleito(a)   |
| 55777 | Darci Reis                    | PSD             | 2 377         | 1,67%       | Reeleito(a)   |
| 51555 | Jorge de Freitas              | Patriota        | 2 346         | 1,64%       | Reeleito(a)   |
| 45645 | Anderson Pereira              | PSDB / PTdoB    | 2 244         | 1,57%       | Eleito(a)     |
| 20777 | Lemão da Jeová Rafá           | PSC             | 2 165         | 1,52%       | Reeleito(a)   |
| 23123 | Doutora Mayra                 | PPS / PTC / PRP | 1 802         | 1,26%       | Reeleito(a)   |
| 25222 | Ceará                         | DEM             | 1 762         | 1,23%       | Não eleito(a) |
| 22456 | Érika Tank                    | PR / PP         | 1 624         | 1,14%       | Reeleito(a)   |
| 43333 | Seu Airton do Vitório Lucatto | PV / PHS / SD   | 1 610         | 1,13%       | Não eleito(a) |
| 22000 | Mir do Lanche                 | PR / PP         | 1 487         | 1,04%       | Eleito(a)     |
| 55456 | Dr. Marcelo Rossi             | PSD             | 1 464         | 1,03%       | Eleito(a)     |
| 10777 | Estevão Nogueira              | PRB             | 1 420         | 0,99%       | Eleito(a)     |
| 40000 | Marco Xavier                  | PSB             | 1 365         | 0,96%       | Eleito(a)     |
| 12345 | Constância Félix              | PDT / PCdoB     | 1 330         | 0,93%       | Eleito(a)     |
| 15555 | Helder do Táxi                | PMDB            | 1 263         | 0,90%       | Eleito(a)     |
| 22122 | Farid                         | PR / PP         | 1 179         | 0,83%       | Reeleito(a)   |
| 14123 | Sílvio Britto                 | PTB             | 1 128         | 0,79%       | Não eleito(a) |
| 15500 | Dimas Peruzza                 | PMDB            | 1 110         | 0,78%       | Suplente      |
| 13456 | Aloizio Marinho de Andrade    | PT              | 1 100         | 0,77%       | Não eleito(a) |
| 14777 | Filipe Hansen                 | PTB             | 1 013         | 0,71%       | Não eleito(a) |
| 13000 | Nicinha Lopes                 | PT              | 981           | 0,69%       | Não eleito(a) |
| 40007 | Professor Wagner Barbosa      | PSB             | 974           | 0,68%       | Eleito(a)     |
| 45600 | Carolina Pontes               | PSDB / PTdoB    | 964           | 0,68%       | Eleito(a)     |
| 22608 | Toninho Franco                | PR / PP         | 957           | 0,67%       | Suplente      |
| 45100 | Mara Isa Mattos Silveira      | PSDB / PTdoB    | 957           | 0,67%       | Suplente      |
| 50100 | Lívia Lazaneo                 | PSOL            | 942           | 0,66%       | Não eleito(a) |
| 40456 | Abner (Binho) Amaral          | PSB             | 901           | 0,63%       | Suplente      |
| 19000 | João Antônio "Bano"           | PTN             | 878           | 0,62%       | Suplente      |
| 18000 | Guto                          | REDE            | 866           | 0,61%       | Não eleito(a) |
| 11789 | Roberto Dias                  | PR / PP         | 836           | 0,59%       | Suplente      |
| 22016 | Guilherme Guido               | PR / PP         | 809           | 0,57%       | Suplente      |
| 43000 | Pietro Parronchi              | PV / PHS / SD   | 793           | 0,56%       | Não eleito(a) |
| 22077 | Carlinhos Silva               | PR / PP         | 787           | 0,55%       | Suplente      |
| 43001 | Beto do Lanche                | PV / PHS / SD   | 787           | 0,55%       | Não eleito(a) |
| 43033 | Tiago Braz                    | PV / PHS / SD   | 782           | 0,55%       | Não eleito(a) |
| 20789 | Clayton Silva                 | PSC             | 755           | 0,53%       | Eleito(a)     |
| 45678 | Luisinho da Casa Kuhl         | PSDB / PTdoB    | 746           | 0,52%       | Suplente      |
| 22777 | Carlinhos do Grotta           | PR / PP         | 745           | 0,52%       | Suplente      |
| 23000 | Waguinho da Santa Luzia       | PPS / PTC / PRP | 736           | 0,52%       | Eleito(a)     |